# Bathykurila
Bathykurila är ett släkte av ringmaskar. Bathykurila ingår i familjen Polynoidae.
Kladogram enligt Catalogue of Life:
| Bathykurila | \| \| Bathykurila guaymasensis \| \| \| \| \| \| Bathykurila zenkevitchi \| \| \| \| |
|             | \| \| Bathykurila guaymasensis \| \| \| \| \| \| Bathykurila zenkevitchi \| \| \| \| |
|             | Bathykurila guaymasensis                                                             |
|             |                                                                                      |
|             | Bathykurila zenkevitchi                                                              |
|             |                                                                                      |